# The Damned
The Damned é uma banda britânica de rock, formada em Londres em 1976 pelo vocalista Dave Vanian, o guitarrista Brian James, o baixista (e posteriormente guitarrista) Captain Sensible e o baterista Rat Scabies.
Conterrâneos da mesma cena punk de outras bandas como The Clash e Sex Pistols em Londres, foram uma das primeiras bandas punk inglesas a lançar um compacto ("New Rose"), a lançar um álbum (Damned, Damned, Damned) e a realizar turnê pelos Estados Unidos. Seu primeiro álbum de estúdio figurou na lista dos 10 melhores das paradas oficiais do Reino Unido, chegando ao 7º lugar.
A banda se separou brevemente depois que Music for Pleasure (1977), a continuação de seu primeiro álbum de estúdio, foi rejeitado pela crítica. Eles rapidamente se reformaram sem Brian James e lançaram Machine Gun Etiquette (1979). Na década de 1980, eles lançaram quatro álbuns de estúdio, The Black Album (1980), Strawberries (1982), Phantasmagoria (1985) e Anything (1986), que viram a banda se mover em direção a um estilo mais sombrio de rock gótico. Os dois últimos álbuns não contaram com Captain Sensible, que havia deixado a banda em 1984. Em 1988, James e Sensible voltaram a fazer uma série de shows de reunião, um dos quais foi lançado no ano seguinte como o álbum ao vivo Final Damnation (1989). The Damned voltou a se reunir para uma turnê em 1991. Em 1995, eles lançaram um novo álbum de estúdio, Not of This Earth, que foi o último de Scabies com a banda. Isso foi seguido por Grave Disorder (2001), So, Who's Paranoid? (2008) e Evil Spirits (2018). Captain Sensible, o tecladista Monty Oxymoron, o baterista Pinch e o baixista Stu West estiveram juntos de 2004 a 2017, quando West deixou a banda e o ex-baixista Paul Gray voltou. Em 2019, o baterista Pinch deixou a banda e em fevereiro de 2022 foi substituído pelo novo baterista Will Taylor.
Seu punk rock acelerado foi citado por influenciar o surgimento do hardcore no final dos anos 1970 e início dos anos 1980 no Reino Unido e nos Estados Unidos. Como uma banda de rock gótico, The Damned apresentou o canto barítono, o visual gótico do vocalista Dave Vanian e letras sombrias, o que acabou sendo uma grande influência na subcultura gótica.

## História
A banda estreou nos palcos em 6 de julho de 1976, abrindo o concerto para os Sex Pistols no 100 Club. Em Outubro do mesmo ano, lançam o primeiro compacto do punk inglês: "New Rose", e em Fevereiro do ano seguinte, lançam o álbum Damned Damned Damned. Estudiosos consideram este, o terceiro álbum do punk rock. O primeiro seria Ramones lançado em 23 de Abril de 1976, e o segundo, Teenage Depression dos Eddie and the Hot Rods, lançado em 22 de Novembro de 1976.
Tanto no primeiro como no segundo álbum, as canções em sua maioria eram de autoria do guitarrista Brian James; completavam a formação o baterista Rat Scabies, o baixista Captain Sensible e o vocalista Dave Vanian. Participam da explosão punk britânica, visitam os Estados Unidos, lançam Music for Pleasure e no começo de 1978 a banda se desintegra.
Scabies e Sensible (agora na guitarra) continuam tocando com o nome The Doomed, incluindo, entre outros, Lemmy (Motorhead) no baixo em alguns concertos.
No final de 1978, já com o baixista Algy Ward, o The Damned lança o álbum Machine Gun Etiquette, com canções como "I Just Can Be Happy Today", "Smash It Up" e "Love Song". A banda estava crescendo, as turnês ficavam mais extensas e um novo baixista trouxe ainda mais talento ao Damned: Paul Gray, ex-Eddie and the Hotrods.

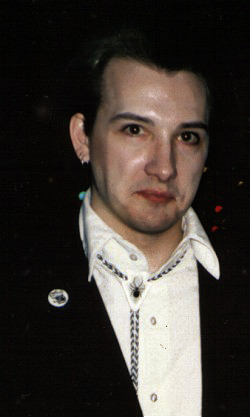
Dave Vanian em 1986

No final de 1980 é lançado Black Album e no final de 1982, Strawberries com Roman Jugg nos teclados. As primeiras cópias do vinil de Strawberries vinham com encarte com cheiro de morango e foi lançado simultaneamente no Brasil; o mesmo aconteceu com Phantasmagoria, de 1985. Neste álbum ocorre várias mudanças na banda, com Roman na única guitarra, Bryn Merrick no baixo e o apelo gótico em alta. O rock gótico do Damned atingiu seu ápice em Anything (1986) e em 1987 a banda novamente acaba.
Do punk seminal de 1976 até o rock gótico de 1987, a banda conquistou fãs por todo o mundo. Inúmeras bandas gravaram versões de suas canções, citando algumas: Leatherface, Poison Idea, Nomads, Die Toten Hosen, Eddie and the Hotrods, Gumball, Balzac, Elvis Costello, The Ruts, The Hellacopters, Guns and Roses, Goo Goo Dolls, Naked Agression, The Offspring, Manic Hispanic, Pinups.
De 1987 até 1994, fizeram alguns concertos esporádicos e em 1995 lançam Not Of This Earth, com Vanian e Scabies da formação original. No ano seguinte, divergências fazem Rat Scabies sair da banda e Dave Vanian resolve reformular todo o grupo. Até que no ano passado, lançam Grave Disorder, pela Nitro Records. Com Captain Sensible, Pinch (bateria), Monty (teclados) e a ex-Sisters of Mercy, Patricia Morrison no baixo.

## Integrantes

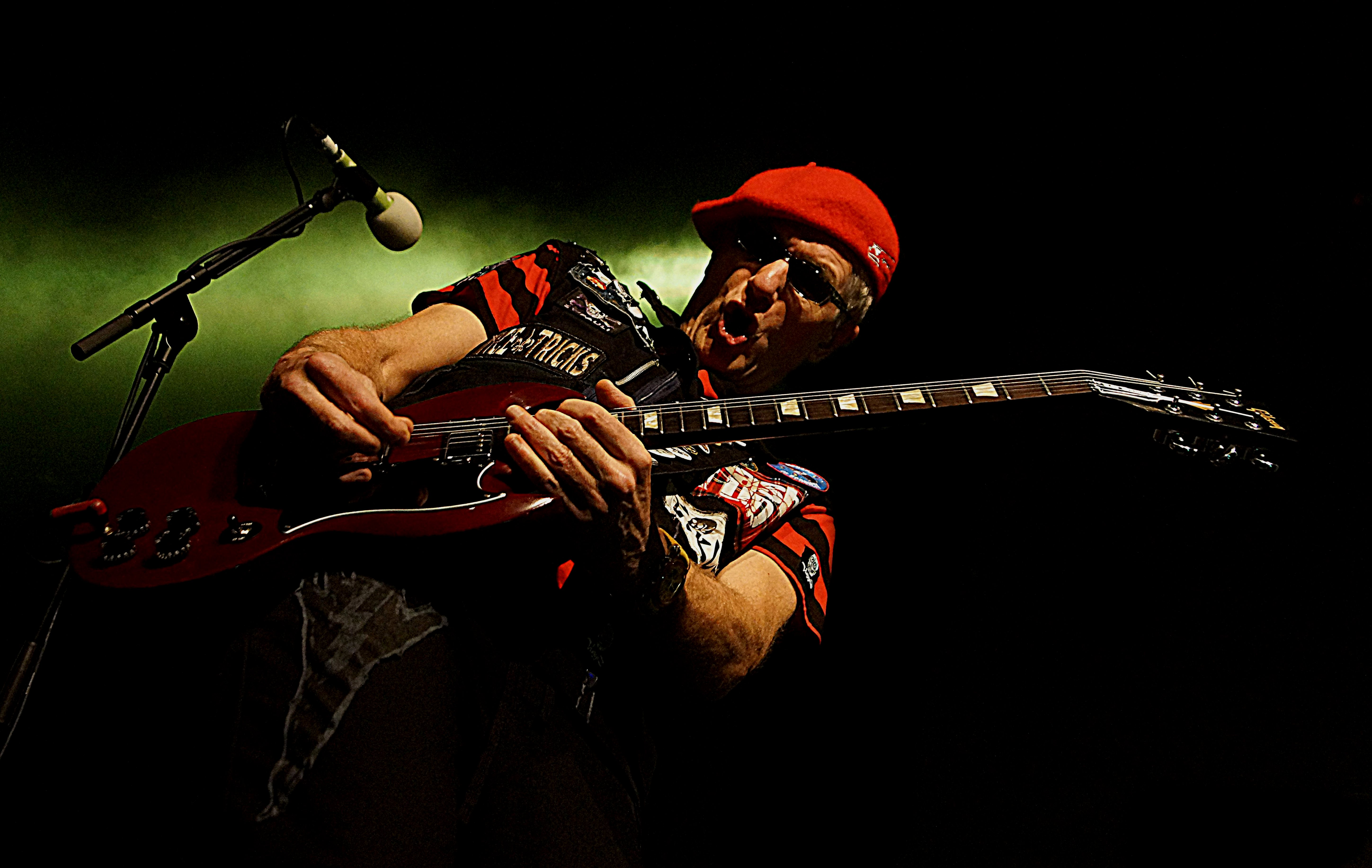
Captain Sensible em 2018

### Formação atual
- Dave Vanian − vocal e teremim (1976-1978, 1978-atualmente)
- Captain Sensible − guitarra (1978-1984, 1989, 1996-atualmente); baixo (1976-1978)
- Monty Oxy Moron − teclado (1996-atualmente)
- Paul Gray – baixo, backing vocals (1980–83, 1989–92, 1996, 2017–presente)
- Monty Oxymoron (Laurence Burrow) – teclados, backing vocals (1996–presente)
- Will Taylor – bateria (2022–presente)

### Ex-integrantes
- Gary Holton - vocal (1978)
- Henry Badowski - baixo (1978)
- Brian James - guitarra (1976-1978, 1989)
- Lu Edmunds - guitarra (1977-1978)
- Kris Dollimore - guitarra (1993-1996)
- Allan Lee Shaw - guitarra (1993-1996)
- Rat Scabies −  (1976-1977, 1978-1996)
- Dave Berk - bateria (1977)
- Jon Moss - bateria (1977-1978)
- Garrie Dreadful - bateria (1996-1999)
- Spike Smith - bateria (1999)
- Algy Ward - baixo (1978-1980, 1989)
- Paul Gray - baixo (1980-1983)
- Bryn Merrick - baixo (1983-1989)
- Paul Shepley - teclado (1985-1989)
- Jason Harris - baixo (1993-1996)
- Patricia Morrison - baixo (1996-2005)
- Roman Jugg - teclado (1981-1989); guitarra (1984-1989)
- Stu West − baixo (2004-2018)
- Pinch – bateria (1999-2019)

### Colaboradores
- Lemmy Kilmister - baixo (1978)
- Robert Fripp - guitarra (1990)
- Lol Coxhill - saxofone (1977)

## Discografia

### Álbuns de estúdio
- Damned, Damned, Damned (1977)
- Music for Pleasure (1977)
- Machine Gun Etiquette (1979)
- The Black Album (1980)
- Strawberries (1982)
- Phantasmagoria (1985)
- Anything (1986)
- Not of This Earth (1995)
- Grave Disorder (2001)
- So, Who's Paranoid? (2008)
- Evil Spirits (2018)
- Darkadelic (2023)

### EPs
- Friday 13th (1981)

### Álbuns ao vivo
- The School Bullies (1979)
- Ballroom Blitz - Live at the Lyceum (1981)/ *Mindless Directionless Energy (1981)(USA)
- Live Shepperton 1980 (1982)
- Live at Newcastle (1983)
- The Captain's Birthday Party (1986)
- Not the Captain's Birthday Party? (1986)
- Final Damnation (1989)
- Fiendish Shadows (1997)
- Eternal Damnation Live (1999)
- Molten Lager (1999)

### Compilações
- The Best of The Damned (1981)
- Damned But Not Forgotten (1986)
- Lively Arts (1986)
- Light at the End of the Tunnel (1987)
- The Best of Vol 1 1/2 - Long Lost Weekend (1988)
- The Collection (The Damned)|The Collection (1990)
- Chiswick Singles (1990)
- Live (1990)
- Alternative Chartbusters (1991)
- Totally Damned (1992)
- The MCA Singles A&Bs (1992)
- Damned Busters (1992)
- Skip Off School to See The Damned (the Stiff Singles A's & B's) (1992)
- Tales from The Damned (1993)
- Sessions of The Damned (1993)
- Eternally Damned - The Very Best of The Damned (1994)
- From the Beginning (1995)
- Noise (1995)
- The Radio One Sessions (1996)
- Neat Neat Neat (1996)
- Testify (EP)|Testify] (1997)
- The Chaos Years (1997)
- Born to Kil (1997)
- Super Best of The Damned] (1999)
- Boxed Set 1] (1999)
- Boxed Set 2] (1999)
- Marvellous (1999)
- The Pleasure and the Pain: Selected Highlights 1982-1991 (2000)
- Live Anthology (2001)
- Smash It Up - The Anthology 1976 - 1987 (2002)
- The Stiff Singles 1976-1977 (2003)
- Punk Generation - Best of Oddities & Versions (2004)
- Neat Neat Neat - The Alternative Anthology (2004)
- Play It at Your Sister (2005)